# Westminster (Kalifornia)
Westminster város az USA Kalifornia államában, Orange megyében. Lakosainak száma 90 911 fő (2020. április 1.).

## Népesség
A település népességének változása:

| 2010 | 89 701 |
| 2020 | 90 911 |